# Via Claudia Augusta

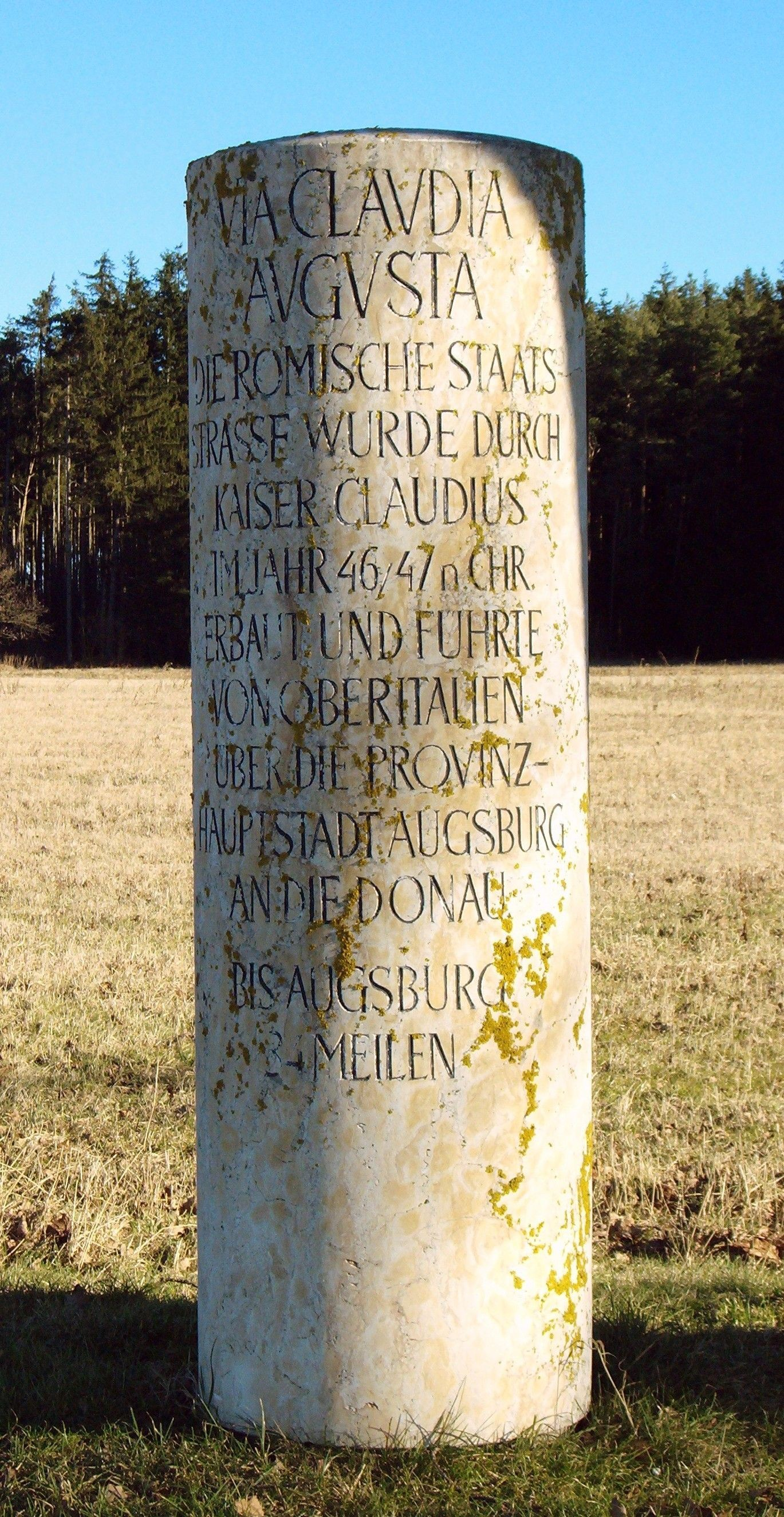
Replika římského milníku u bavorského Unterdießenu

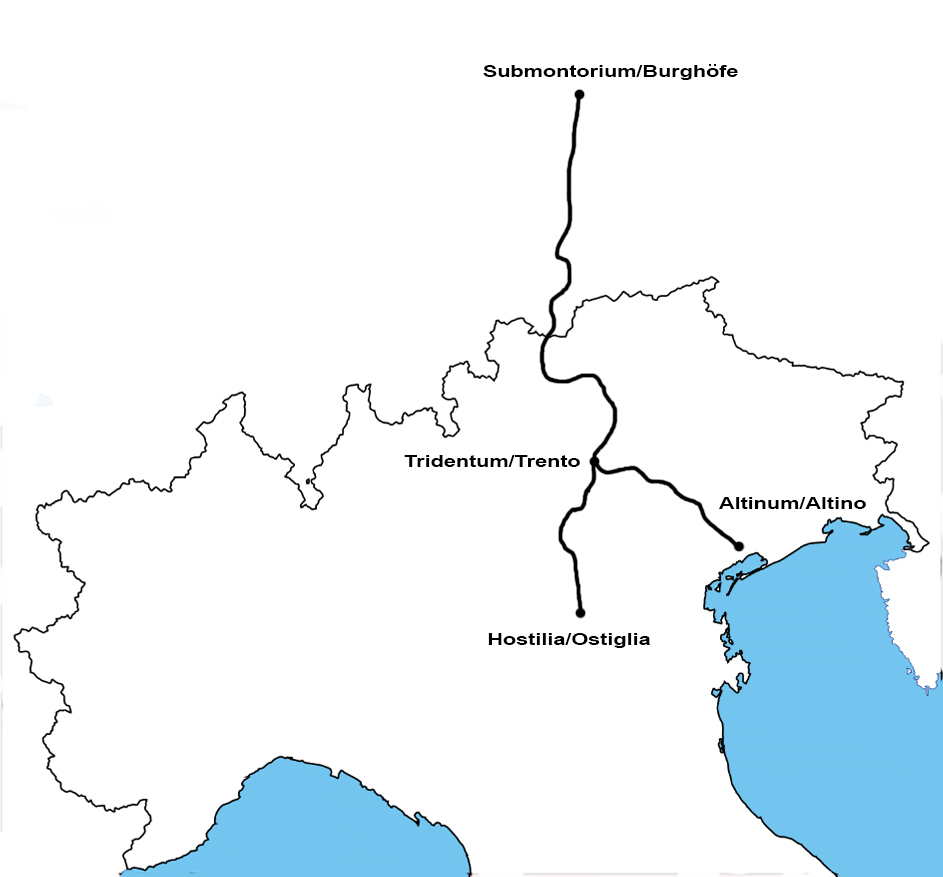
Výřez nejpravděpodobnější trasy Via Claudia Augusta v severní Itálii

Via Claudia Augusta je jednak starověká římská silnice, jednak zhruba v její trase vedená moderní dálková cyklotrasa. Vede zhruba v severojižním směru z Itálie z údolí Pádu přes Alpy k Dunaji.
Trasa stále existuje a od 90. let 20. století, kdy se zvýšil zájem o dálkovou pěší turistiku a cykloturistiku, se německé a rakouské úseky Via Claudia Augusty staly populární mezi turisty s tím, že moderní signage (viz ilustrace) identifikují revitalizovanou trasu. Od roku 2007 Sito archeologico del Giontech v Mezzocoroně (Itálie) slouží jako Mezinárodní výzkumné centrum Via Claudia Augusta s podporou Nadace Piana Rotaliana a vládou město Mezzocorona.

## Historická silnice
O stavbě silnice přes Alpy do tehdejší římské provincie Raetie (nyní jižní Německo) rozhodl v roce 15 př. n. l. římský generál Drusus, adoptivní syn císaře Augusta. Cílem bylo posílit římskou nadvládu v Raetii i v Noricu přebudováním pěší stezky na cestu pro dvoustopá vozidla. Projekt byl dokončen až po šedesáti letech v letech 46-47 Drusovým synem, císařem Claudiem.
Silnice začínala u Jaderského moře v údolí Pádu, vedla přes Trident a pak podle Adiže k Drusovu mostu (latinsky Pons Drusi), z kterého se později stalo Bolzano. Potom pokračovala k Maia (blízko Merana) a hlavní hřeben Alp překonávala Reschenským průsmykem. Potom vedla chvíli podle Innu a pak přešla do povodí Lechu. Minula Augšpurk a končila blízko Donauwörthu, kde se připojovala na důležitou římskou východozápadní komunikaci vedoucí po jižním břehu Dunaje.
Do dnešní doby se dochovaly dva milníky, jeden v Partschinsu u Merana v Jižním Tyrolsku, jeden v Cesiomaggiore blízko Belluna. Na obou je uveden Augusta Vindelicorum, tedy dnešní Augšpurk. Dále je z nich patrné, že v jižní části byla cesta rozdělena na dvě větve, které se setkávaly v Tridentu. Jedna začínala v údolí Pádu v Ostiglii, zatímco druhá pravděpodobně začínal v Altinu blízko Benátské laguny.
Význam silnice poklesl v 2. století, kdy byl pro vozy zprovozněn i Brennerský průsmyk.

## Města a místa podél cesty
| - Mertingen - Meitingen - Langweid am Lech - Augsburg - Königsbrunn - Landsberg am Lech - Epfach - Kinsau - Hohenfurch - Altenstadt - Burggen - Roßhaupten - Füssen - Vils - Pinswang - Musau - Pflach - Wängle | - Lechaschau - Höfen - Reutte - Breitenwang - Ehenbichl - Heiterwang am See - Bichlbach-Lähn-Wengle - Lermoos - Ehrwald - Biberwier - Fernpass - Nassereith - Tarrenz - Imst - Karrösten - Karres - Imsterberg - Mils bei Imst | - Schönwies - Zams - Landeck - Stanz - Grins - Tobadill - Fließ - Prutz - Ried im Oberinntal - Tösens - Pfunds - Nauders – Finstermünz - Reschenský průsmyk - Glurns - Partschins, Rabland, Töll - Algund - Merano - Vilpiano | - Nals - Andrian - Terlan - Eppan - Bolzano - Laives - Bronzolo - Auer - Neumarkt - Kurtatsch - Margreid - Salorno - Trento - Feltre - Altinum |

## Cyklotrasa

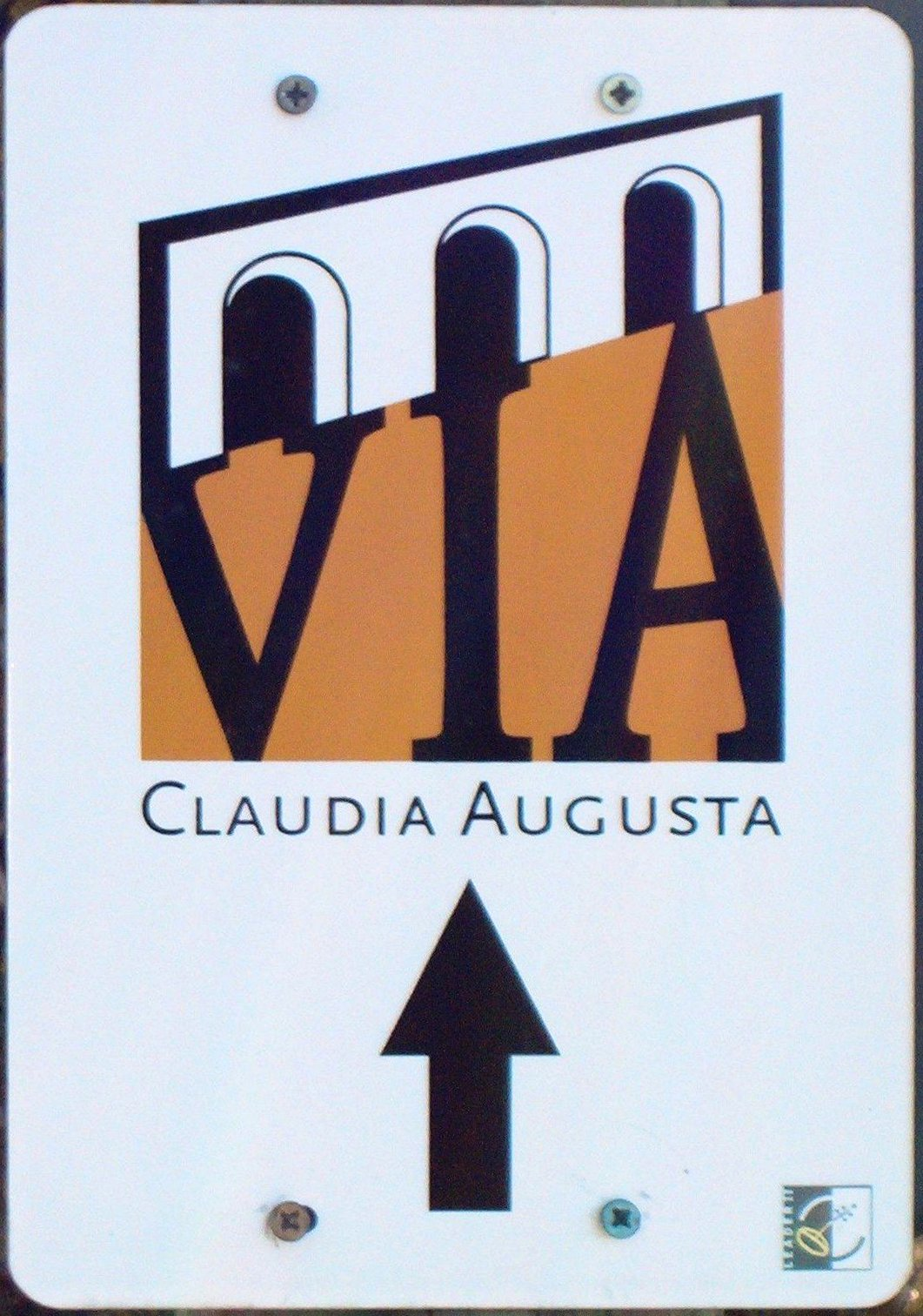
Značka na moderní cyklotrase

Moderní cyklotrasa pojmenovaná podle římské silnice zhruba kopíruje historickou trasu a patří k nejpopulárnějším cyklistickým trasám překonávajícím Alpy v severojižním směru. I ona začíná v bavorském Donauwörthu na Dunaji, vede Německem, přes Rakousko, kousek Švýcarska, zpět do Rakouska a Reschenským průsmykem do Itálie. V Tridentu se dělí na dvě větve. Jedna, historicky správná, vede do Ostiglie a populárnější druhá vede do Benátek. Má délku zhruba 700 kilometrů. Ve směru od severu k jihu je možné nechat se v největších stoupáních v Reschenském průsmyku a ve Fernském průsmyku vyvézt autobusem.
Donauwörth - Augsburg - Landsberg - Schongau - Füssen (Německo) - Pflach - Lermoos - Fernský průsmyk -
Imst - Starkenbach - Zams - Landeck - Fließ - Prutz - Tösens - Pfunds - Finstermünz - Nauders - Reschenský průsmyk - St. Valentin (Rakousko) -
Merano - Bolzano - Trento - Verona - Ostiglia
 alternativně Trento - Feltre - Altinum - Benátky (Itálie).